# СУ-152
СУ-152 — важка радянська самохідно-артилерійська установка (САУ) часів Німецько-радянської війни, побудована на базі важкого танка КВ-1с і озброєна потужною 152-мм гаубицею-гарматою МЛ-20С. За своїм бойовим призначенням СУ-152 була як важким винищувачем танків, так штурмовою гарматою; обмежено могла виконувати функції самохідної гаубиці. Будівництво першого прототипу СУ-152 під назвою Об'єкт 236 (також КВ-14 або СУ-14) було закінчене на Челябінському Кіровському заводі (ЧКЗ) 24 січня 1943 року, з наступного місяця почався серійний її випуск. У зв'язку зі зняттям з виробництва танка-бази КВ-1с СУ-152 у грудні 1943 року були замінені у виробництві рівноцінної по озброєнню і краще броньованої ІСУ-152, всього була побудована 671 самохідно-артилерійська установка цього типу.
Бойовий дебют СУ-152 відбувся влітку 1943 року в битві на Курській дузі, де вона проявила себе як ефективний винищувач нових важких німецьких танків і САУ. Найбільш активно СУ-152 застосовувалися в другій половині 1943 і початку 1944 років, пізніше їх число у військах неухильно зменшувалася внаслідок бойових втрат і зносу ходової частини і моторно-трансмісійної групи. Заміною що вийшли з ладу СУ-152 в частинах радянської самохідної артилерії стали більш досконалі ІСУ-152. Невелике число машин воювало аж до кінця війни і було на озброєнні Радянської армії в післявоєнні роки. Після зняття з озброєння ті що залишилися СУ-152 не були утилізовані на метал і до теперішнього часу вціліло приблизно десять САУ цього типу.

## Історія

### Передумови
У самому кінці 1941 року Червона армія успішно провела декілька наступальних операцій великого масштабу. За результатами аналізу цих бойових дій радянськими командирами неодноразово висловлювалися побажання мати в своїх руках потужний і мобільний засіб вогневої підтримки наступаючих танків і піхоти. З'ясувалося, що фугасна дія снаряду 76-мм танкової гармати у середніх танків Т-34 і важких КВ-1 не є достатньою проти потужних дерев'яно-земляних фортифікаційних споруд, не кажучи вже про залізобетоні довгострокові. Оскільки зимова кампанія 1941—1942 років завершилася для СРСР на оптимістичній ноті (вермахт був розбитий під Москвою, вдалося звільнити Ростов-на-Дону, захопити ряд важливих плацдармів в околиці втраченого Харкова), радянське військове керівництво планувало подальший розвиток цих успіхів. Відповідно по ходу передбачуваних наступальних дій очікувалася зустріч з довготривалими фортифікаційними спорудами супротивника і виникла необхідність в потужній машині вогневої підтримки для їх руйнування — «винищувачі ДОТів». До початку Німецько-радянської війни Червона армія отримала на озброєння таку спеціалізовану машину — важкий танк КВ-2, озброєний 152-мм гаубицею М-10. Однак випуск КВ-2 був припинений в липні 1941 року, дещо пізніше зняли з виробництва і 152-мм гаубицю М-10, а втрати вже випущених машин були такі, що до початку 1942 року вціліли лічені одиниці КВ-2. Крім того, КВ-2 володів рядом серйозних конструктивних недоліків, низькою надійністю своїх вузлів і агрегатів (особливо трансмісії) і був перевантажений — ще в Зимову війну зазначалося, що танки КВ грузнуть в глибокому снігу. У підсумку необхідність нової машини такого класу не викликала сумнівів.
Однак наприкінці 1941 року залишався не до кінця з'ясованим питання про озброєння важкої машини вогневої підтримки. Відомий радянський конструктор М. В. Курін продовжував роботи над танком КВ-9, озброєним 122-мм гаубицею під обертальній башті. По суті ця машина була полегшеним аналогом КВ-2, як за масою, так і з вогневою потужністю. Іншим напрямком робіт стало підвищення потужності вогню за рахунок установки на одній машині декількох гармат малого або середнього калібру. На початку 1942 року був випробуваний «артилерійський танк» КВ-7 з озброєнням з однієї 76-мм і двох 45-мм гармат в рамковому монтуванні в нерухомій броньовий рубці замість обертальної башти. Передбачалося, що настільки численне озброєння дозволить його гнучке використання — 45-мм гармати проти слабоброньованних цілей, 76-мм гармату — проти ворожих танків з потужною бронею, а залп з будь-якої комбінації гармат — проти особливо сильно захищених об'єктів. Але цю ідею фактично спіткав крах — стрільба залпом із гармат з різною балістикою за винятком вогню в упор виявилася вкрай неефективною — 76-мм і 45-мм снаряди мали різні дальності прямого пострілу, не кажучи вже про ведення вогню на перевищуючі їх дистанції. Також внаслідок розташування 45-мм гармат не на осі обертання всієї строєної установки при пострілі з будь-якої з них виникав повертаючий момент сили, який збивав наведення всіх гармат. Другий варіант КВ-7 був озброєний двома 76-мм гарматами, що дозволило усунути перший недолік, але збиття наводки в момент при пострілі все одно залишився. Велику перспективу мав КВ-9, однак у порівнянні з танком-базою КВ-1 він був масивніше, а отже його двигун і трансмісія були сильніше навантажені. Якість виготовлення вузлів трансмісії КВ до початку 1942 року впало настільки, що саме через побоювання її поломок на перевантаженому КВ-9 цей проект був закритий. Але ідея такого танка не померла — зокрема, дослідний танк ІС № 2 або Об'єкт 234 озброювався баштою, прямо запозиченою від КВ-9.
У підсумку цих робіт визначився напрямок розвитку важкої машини вогневої підтримки — установка єдиного великокаліберної гармати в нерухомій броньовий рубці, щоб за рахунок цього забезпечити економію маси для прийнятного часу напрацювання на відмову двигуна і вузлів трансмісії. 14 — 15 квітня 1942 року відбувся пленум артилерійського комітету, на якому обговорювалися і питання відносно проектування і спорудження «винищувача ДОТів». Відразу ж після пленуму відомий радянський конструктор С. О. Гінзбург, був у той момент начальником бюро самохідної артилерії, направив в Державний комітет оборони (ДКО) лист про можливість швидкого створення важкоброньованої штурмової САУ на базі КВ-1 з озброєнням її 152-мм гаубицею-гарматою МЛ-20. Однак бюро самохідної артилерії в той час не могло виконати проект такої машини, оскільки воно займалося створенням шасі САУ з використанням вузлів і агрегатів легких танків. У підсумку цю роботу доручили спільно Уральський завод важкого машинобудування (УЗВМ, Уралмаш) в Свердловську і Челябінському Кіровському заводу (ЧКЗ). Конструктори Г. М. Рибін та К. М. Ільїн розробили ескізний проект У-18 установки гаубиці-гармати МЛ-20, але швидкого його доведення і втілення в металі не відбулося .
Причиною стала реальність літа 1942 року, яка виявилася іншою, ніж планувало радянських вище військове керівництво. Наступ Червоної армії в районі Барвінківського виступу, що успішно почався, скінчився катастрофою — 6-та армія вермахту під командуванням Фрідріха Паулюса успішно оточила і знищила ядро армій Південно-Західного і Південного фронтів, а потім потужним ударом в межиріччя Дону і Волги вийшла до Сталінграду і вивела з ладу всі що були там підприємства військово-промислового комплексу СРСР. Тому влітку і ранньої осені 1942 року всі офіційні роботи на УЗВМ і ЧКЗ по «винищувачам ДОТів» й самохідній артилерії взагалі або призупиняються, або істотно сповільнюються — внаслідок втрати Сталінградського тракторного заводу і заводу № 264 в Сарепта виникла серйозна загроза провалу у випуску танків Т-34, Т-60 та Т-70. Щоб цього уникнути, було прийнято рішення про розгортання на УЗВМ і ЧКЗ випуску середнього танка Т-34, всі наявні кадри були кинуті на освоєння його серійного виробництва. У цій обстановці розвиток важкої штурмової самохідної артилерійської установки тривав тільки на рівні ескізних проробок. Зокрема, на УЗВМ паралельно з У-18 велися роботи по замовленню Головного артилерійського управління над проектом У-19 203-мм САУ, однак така машина виявилася надмірно переобтяженою. Ряд інших конструкторських колективів теж в цей період представили свої дослідження по темі, наприклад, в цьому напрямі вів роботу науково-дослідний відділ Військової академії моторизації та механізації імені Сталіна. Але в металі в той період нічого не реалізовувалося — після освоєння серійного випуску Т-34 на Уралмаші його конструкторські кадри в жовтні — листопаді 1942 року були зайняті роботою над майбутньою САУ СУ-122, а ЧКЗ все ще освоював серійний випуск Т-34, продовжуючи свої роботи з удосконалення важких танків.

### Створення
Безпосереднім стимулом до відновлення робіт по «винищувачам ДОТів» стала знову змінена обстановка на фронті. 19 листопада 1942 року Червона армія перейшла в контрнаступ під Сталінградом (Операція «Уран»). Під час неї радянським військам доводилось долати укріплення супротивника (частина з них була захоплена німцями та їхніми союзниками ще під час літніх боїв, зустрічаються також згадки і про залишки фортифікаційних споруд часів Громадянської війни). У самому Сталінграді оборона противника також включала в себе добре укріплені міські будівлі, важко руйновані вогнем гармат малих і середніх калібрів. Безпосередня підтримка наступаючих частин артилерією і бойовими інженерами зіграла чималу роль в успіху як операції «Уран», так і наступних операцій на завершальних етапах Сталінградської битви. Однак всі вогневі засоби ствольної артилерії в той час були буксируваними і їх мобільність сильно обмежувалася відсутністю розвиненої мережі доріг, наявністю глибокого снігового покриву і малим числом доступних тягачів. Буксирувані гармати, їх тягачі та упряжні коні на марші були сильно вразливі до будь-якого виду атаки противника. Були випадки, коли гармати переміщалися тільки силами своїх розрахунків, оскільки в зимових умовах коні швидко виснажувалися. Дійсність ще раз показала, що Червоній армії вкрай необхідна мобільна важка артилерія як для безпосередньої підтримки танків і піхоти, так і для стрільби з закритих позицій.
Такий стан справ не задовольняв радянське військове керівництво. Для прискорення створення важкої САУ з 152-мм стволом в конструкторському бюро ЧКЗ була організована спеціальна група, куди наказом № 764 по Народному комісаріату танкової промисловості (НКТП) з УЗВМ були переведені конструктори та інженери М. В. Курін, Г. М. Рибін, К. Н. Ільїн і В. О. Вишняков. Всі вони вже мали досвід по швидкому створенню іншої самохідно-артилерійської установки, СУ-122. Постанова ДКО № 2692 від 4 січня 1943 наказувало НКТП і Народному комісаріату озброєнь (НКО) в особі ЧКЗ і дослідного заводу № 100 зі сторони першого і заводів № 9 і 172 з боку другого за 25 днів закінчити проектування важкої 152-мм САУ, побудувати її дослідний зразок і передати його для випробувань. На той момент детально розглядалися три альтернативи: У-18, проекти Льва Сергійовича Троянова і Жозефа Яковича Котіна. Петров Федір Федорович, конструктор основного озброєння майбутньої машини — гаубиці-гармати МЛ-20, наполягав на її модернізації. Однак дуже короткий термін, відпущений на виконання завдання, природним чином змусив конструкторів зупинитися на варіанті з найменшим числом переробок танкової бази та гармати. Таким вимогам задовольняв проект Ж. Я. Котіна і саме він був прийнятий до реалізації.
17 січня 1943 року був виготовлений макет майбутньої самохідки, який отримав схвалення згори. Машина в діловому листуванні і документах НКТП отримала позначення КВ-14 або СУ-14 (не плутати з довоєнною важкою САУ конструкції П. М. Сячінтова на базі вузлів і агрегатів танків Т-28 та Т-35). 19 січня на ходовій частині КВ-1с приступили до монтажу отриманих із заводу № 200 напівфабрикатів броньової рубки, до ранку 23 січня для завершення в цілому робіт над цим прототипом не вистачало тільки гармати. Його доставили пізно ввечері, причому воно не підходило під амбразуру в броньовий масці, тому всю ніч йшли необхідні роботи з його встановлення в САУ. Ця гармата дещо відрізнялося від серійних гаубиць-гармат МЛ-20 — у неї всі маховики управління був перенесені на ліву сторону ствола для більшої зручності роботи навідника в стиснутому бойовому відділенні машини. Дулова швидкість і інші зовнішні балістичні дані залишилися незмінними у порівнянні з базовим варіантом. Наступного ранку машина, що отримала позначення Об'єкт 236, самостійно вирушила на Чебаркульский полігон, де успішно витримала заводські і згодом державні випробування. 9 лютого 1943 ДКО постановою № 2859 прийняв нову САУ на озброєння Червоної армії під назвою СУ-152.

### Серійне виробництво
На відміну від легких СУ-76 і середніх СУ-122, швидко запущених у серію і вже в лютому 1943 року взяли участь у своєму першому бою, організація виробництва СУ-152 на ЧКЗ йшла повільно. Завод був завантажений одночасним виготовленням як важкого танка КВ-1с, так і середнього Т-34, багато часу і персоналу вимагала підготовка до планувався перехід на випуск нової моделі важкого танка. Тому темпи освоєння СУ-152 в серії були не настільки високими, як у інших моделей радянських САУ того періоду. Березень 1943 пішов на технологічну складову виробничого процесу, до кінця цього місяця в планову роботу було здано понад 80 % необхідних пристосувань і інструментів. У квітні виробництво почало набирати обертів, в травні матеріальна частина для першого важкого самохідно-артилерійського полку (12 машин) була здана замовникові.
Знаходження в серійному виробництві СУ-152 не було довгим. Вже наприкінці 1942 року стало ясно, що базовий танк КВ-1с для цієї самохідки не відповідає зрослим вимогам до важкого танка прориву, активно велися роботи по створенню нової машини, прототип якої Об'єкт 237 був побудований і випробуваний в липні — серпні 1943 року. 4 вересня 1943 постановою ДКО № 4043сс він був прийнятий на озброєння Червоної армії як ІС-85 (трохи пізніше його стали паралельно іменувати ІС-1) і виробництво КВ-1с було остаточно завершено. Однак розгорнути серійний випуск ІС-85 та 152-мм важкої САУ на його базі у вересні 1943 року не вдалося, тому було прийнято тимчасове рішення про встановлення башти від ІС-85 на шасі КВ-1с (так вийшов танк КВ-85) і продовженні виробництва СУ-152. Але вже до кінця жовтня 1943 роботи з переведення 152-мм САУ на нову базу в цілому були успішно завершені, а 6 листопада був наказ про припинення випуску СУ-152. Але оскільки серійне виробництво являє собою досить інерційний процес, збірка вже вироблених корпусів СУ-152 продовжувалася ще в грудні 1943 року, а останні три машини були здані в січні 1944 року. Всього ЧКЗ побудував 671 САУ СУ-152.

### Глибока модернізація
Планована заміна важкого танка КВ-1с перспективним танком прориву ІС-85, зажадала і перекладу СУ-152 на перспективну базу. Але цим роботи над вдосконаленням САУ не обмежувалися. Ще до бойового дебюту СУ-152 у неї було виявлено ряд серйозних недоліків. У цьому зв'язку, 25 травня 1943 розпорядженням по заводу № 100 конструкторська група самохідної артилерії приступила до модернізації машини. Групу очолював Г. М. Москвін, і відряджений до неї М. В. Курін, який мав великий досвід у створенні самохідних артилерійських установок. Спільно із замовником були вироблені розширені тактико-технічні вимоги на модернізований зразок важкої САУ, яка на той момент в документах позначалася як СУ-152-М. Згідно з першоджерелами вони включали в себе наступне:

Розробка важкого самоходу СУ-152-М ведеться на заміну самоходу КВ-14.
1) для самоходу використовувати шасі і МТО танка «Об'єкт 237»;
2) основне озброєння зберегти, а саме 152-мм самохідну гармату МЛ-20С зр. 1942 р., яка має внутрішню балістику гаубиці-гармати зазначеного калібру зр. 37 р.;
3) необхідно доповнити гарматне озброєння важкого самоходу оборонним кулеметом кругового обстрілу калібру 7,62-мм або зенітним кулеметом калібру 12,7-мм;
4) збільшити товщину броні лобового листа корпусу до 90—100 мм;
5) оглядовість збільшити застосуванням декількох оглядових приладів типу Mk-IV на поворотному пристрої;
6) поліпшити вентиляцію бойового відділення введенням додаткового вентилятора або передбачити продувку ствола гармати після пострілу…

Завершення проекту планувалося до 1 липня 1943 року, але група впоралася із завданням раніше терміну, в кінці липня було розпочато будівництво дослідного зразка, під назвою ІС-152.

Проте надалі наступає неясність — нові танки ІС-85, КВ-85 і САУ ІС-152 були показані в Кремлі керівництву країни на чолі з Й. В. Сталіним, однак в мемуарах учасників подій та розташованих архівних документах відсутні точна дата цього огляду і точний список присутніх. Називається день 31 липня 1943 року, але згідно з документами ЧКЗ тоді танки КВ-85 та ІС-85 знаходилися на випробуваннях. Історик М. М. Свірін передбачає проведення показу 31 серпня, а група авторів численних публікацій на бронетанкову тематику під керівництвом полковника І. Г. Желтова — 8 вересня. Також не ясно, яка САУ показувалася керівництву. Передбачається, що це була дослідна САУ ІС-152, але існує фотографія, на якій зображений Й. В. Сталін у Кремлі на самохідці, зовні ідентичній з СУ-152. Можливо, що керівництву показувався модернізований зразок СУ-152, на якому були випробувані удосконалення, передбачувані до впровадження на ІС-152.
Так чи інакше, але згаданою вище постановою ДКО № 4043сс від 4 вересня 1943 саме САУ ІС-152 приймалася на озброєння поряд з КВ-85 та ІС-85, але по документах ЧКЗ вона виявився значно дорожче серійної СУ-152. Протягом вересня — жовтень 1943 року проводилося вдосконалення конструкції САУ ІС-152, був побудований другий дослідний зразок: Об'єкт 241 на базі танка ІС, який за вартістю виявився порівнянним з серійною СУ-152. Він був прийнятий до серійного виробництва 6 листопада 1943 як ІСУ-152 і вже в січні 1944 року повністю замінив СУ-152 на складальних лініях ЧКЗ.

## Опис конструкції
Самохідна артилерійська установка СУ-152 мала ту ж компоновку, що і всі інші серійні радянські САУ періоду Німецько-радянської війни за винятком СУ-76. Повністю броньований корпус був розділений на дві частини. Екіпаж, гармата і боєзапас розміщувалися попереду в броньовий рубці, яка поєднувала бойове відділення та відділення управління. Двигун і трансмісія були встановлені в кормі машини. Три члени екіпажу перебували зліва від гармати: попереду механік-водій, потім навідник, і ззаду — заряджаючий, а два інших — командир машини та замковий — праворуч. Один паливний бак розташовувався в моторному відділенні, а два інших — в бойовому, тобто в жилому просторі машини. Останнє негативно позначалося на вибухобезпеки і виживаності екіпажу в разі поразки САУ ворожим снарядом.

### Броньовий корпус і рубка
Броньовий корпус і рубка самохідної установки зварювалися з катаних броньових плит товщиною 75, 60, 30 і 20 мм. Броньовий захист диференційований, протиснарядний. Броньові плити рубки встановлювалися під раціональними кутами нахилу. Для зручності технічного обслуговування надмоторні броньові плити, а також дах рубки були виконані знімними. У корпусі було прорізана досить велика кількість лючків і отворів для завантаження боєкомплекту, стрільби з особистої зброї, установки торсіонів підвіски, антенного вводу, горловин паливних баків, оглядових приладів і прицілів, зливу палива і масла. Ряд з них закривався броньовими кришками, пробками або козирками. Для забезпечення доступу до вузлів і агрегатів двигуна на даху моторного відділення був великий прямокутний люк з виштамповкою і отвором для заливки води в систему охолодження силової установки. У броньовий плиті над трансмісійним відділенням розташовувалися ще два круглих люка з відкидними кришками на петлях. Вони призначалися для доступу до механізмів трансмісії.
Екіпаж повністю розташовувався в броньовий рубці, яка об'єднувала бойове відділення та відділення управління. Від моторного відділення рубка відокремлювалася перегородкою, в якій знаходилися шибери, необхідні для вентиляції бойового відділення. При відкритих шиберах працюючий двигун створював тягу повітря, потрібну для оновлення повітря в жилому просторі машини. Для посадки-висадки екіпажу призначалися правий круглий одностулковий люк на даху рубки і прямокутний двостулковий люк на стику дахової і задньої бронеплит рубки. Круглий люк ліворуч від гармати не призначався для посадки-виходу екіпажу, він був потрібний для виведення назовні подовжувача панорамного прицілу; але в екстреній ситуації він міг використовуватися і для евакуації екіпажу. Ще один аварійний люк для покидання машини розташовувався в днищі, ззаду сидіння механіка-водія. Основне озброєння — 152-мм гаубиця-гармата МЛ-20С — монтувалася в установці рамного типу праворуч від осьової лінії машини на лобовій бронеплиті рубки. Противідкатні пристрої гармати захищалися нерухомим литим броньовим кожухом і рухомою литою сферичною бронемаскою, яка також виконувала функції врівноважуючого елементу.
До броньової рубки і корпусу приварювалися поручні для танкового десанту, а також бонки і кронштейни для кріплення додаткових паливних баків і деяких елементів набору запасних частин, інвентарю і приладь до машини. Інші його компоненти укладалися на надгусеничних полицях або в бойовому відділенні самохідки.

### Озброєння

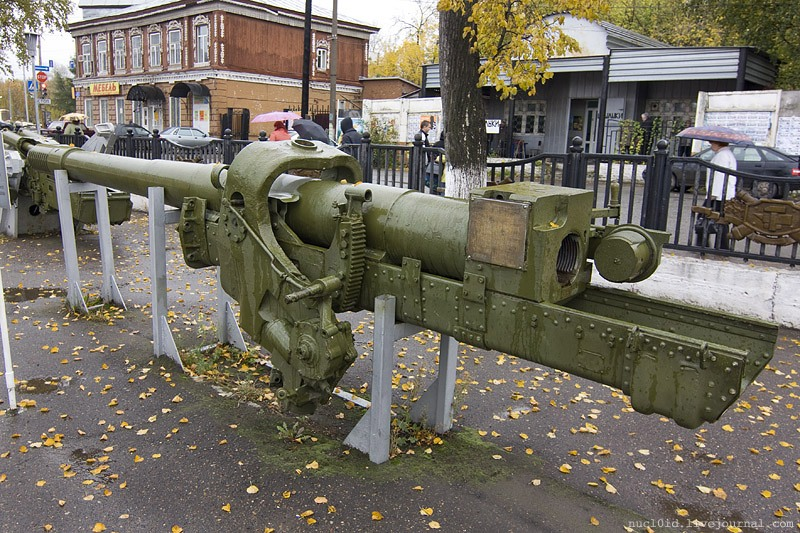
152-мм гаубиця-гармата МЛ-20С в музеї ВАТ «Мотовіліхінські заводі» в Пермі

Основним озброєнням СУ-152 була модифікація МЛ-20С нарізна 152-мм гаубиці-гармати зр. 1937 р. (МЛ-20). Відмінності між хитними частинами самохідного і буксируваного варіантів обумовлювалися необхідністю забезпечення зручності роботи заряджаючого і навідника в стиснутому бойовому відділенні самохідки. Зокрема, маховики горизонтальної та вертикальної наводки у МЛ-20С розташовувалися зліва від ствола (тоді як у МЛ-20 — по обидві сторони) і самохідний варіант гармати додатково оснащувався зарядним лотком. Гармата встановлювалося в карданному монтуванні рамного типу, дозволені кути піднесення від −5 до +18° і сектор горизонтального обстрілу в 12°. Гаубиця-гармата МЛ-20С мала ствол довжиною 29 калібрів, дальність стрільби прямою наводкою досягала 3,8 км, максимально можлива — близько 13 км. Обидва поворотних механізми гармати ручні, секторного типу з маховиками зліва від ствола, обслуговувалися навідником САУ. Спуск гаубиці-гармати механічний ручний.
Боєкомплект гармати становив 20 пострілів роздільно-гільзового заряджання. Снаряди і метальні заряди в гільзах укладалися вздовж бортів і задньої стінки бойового відділення самохідки. Скорострільність гармати — 1—2 постріли в хвилину. До складу боєкомплекту могли входити практично всі 152-мм гарматні і гаубичні снаряди, але на практиці використовувалося тільки обмежена їх підмножина:
| Номенклатура боєприпасів                                                                     |                 |                  |             |                          |                       |
| Тип                                                                                          | Позначення      | Маса снаряду, кг | Маса ВР, кг | Початкова швидкість, м/с | Дальність таблична, м |
| Каліберні бронебійні снаряди                                                                 |                 |                  |             |                          |                       |
| Гостроголовий без балістичного наконечника                                                   | БР-540          | 48,8             | 0,66        | 600                      | 4000                  |
| Тупоголовий з балістичним наконечником (на озброєнні з кінця 1944 року)                      | БР-540Б         | 46,5             | 0,48        | 600                      | 4000                  |
| Морський напівбронебійний                                                                    | зр. 1915/28 рр. | 51,07            | 3,2         | 573                      | ?                     |
| Бетонобійні снаряди                                                                          |                 |                  |             |                          |                       |
| Бетонобійний далекобійний гаубичний (з індексом Ш — споряджений тротилом методом шнекування) | Г-530 (Г-530Ш)  | 40,0             | 5,1         | ?                        | ?                     |
| Бетонобійний далекобійний гарматний                                                          | Г-545           | 56,0             | 4,2         | ?                        | ?                     |
| Осколково-фугасні снаряди                                                                    |                 |                  |             |                          |                       |
| Гарматні гранати                                                                             |                 |                  |             |                          |                       |
| Сталева далекобійна граната                                                                  | ОФ-540          | 43,6             | 5,9—6,25    | 655                      | 13 000                |
| Стара гостроголова граната                                                                   | Ф-542           | 38,1             | 5,86        | ?                        | ?                     |
| Стара тупоголова граната                                                                     | Ф-542Ш          | 40,6             | 6,06        | ?                        | ?                     |
| Гаубичні гранати                                                                             |                 |                  |             |                          |                       |
| Сталева далекобійна осколково-фугасна граната                                                | ОФ-530          | 40,0             | 5,47—6,86   | ?                        | ?                     |
| Сталистого чавуну далекобійна осколкова граната                                              | О-530А          | 40,0             | 5,66        | ?                        | ?                     |

Номенклатура метальних зарядів також була істотно зменшена — вона включала в себе спеціальний заряд Ж-545Б під бронебійний снаряд, повні і зменшені заряди «нового зразка» (Ж-545, ЖН-545, Ж-545У, ЖН-545У) і «старого зразка» (Ж-544, ЖН-544, ЖН-544У) під інші типи снарядів.
Для самооборони екіпаж забезпечувався двома пістолет-кулеметами ППШ-41 з 18 дисками (1278 патронів) і 25 ручними гранатами Ф-1. Пізніше боєкомплект до пістолет-кулеметів збільшили до 22 дисків (1562 патрона). У ряді випадків до цього озброєння додавався пістолет для стрільби сигнальними ракетами.
Також для СУ-152 була розроблена турельна установка зенітного великокаліберного 12,7-мм кулемет ДШК з коліматорним прицілом К-8Т на правому круглому люку командира машини. Боєкомплект до ДШК становив 250 патронів. На заводі на нові випущені самохідки цей кулемет не встановлювався, але є згадки про те, що невелике число СУ-152 отримали установку ДШК в ході капітального ремонту в 1944—1945 рр.

### Двигун
СУ-152 оснащувалася чотиритактним V-подібним 12-циліндровим дизельним двигуном рідинного охолодження В-2К потужністю 600 к. с. (441 кВт). Пуск двигуна забезпечувався стартером СТ-700 потужністю 11 кВт (15 к.с.) або стисненим повітрям з двох резервуарів ємністю 5 л. у бойовому відділенні машини. СУ-152 мала щільну компоновку, при якій основні паливні баки об'ємом 600—615 л розташовувалися і в бойовому, і в моторно-трансмісійному відділенні. Також СУ-152 комплектувалися чотирма зовнішніми додатковими циліндричними паливними баками, по два вздовж бортів моторно-трансмісійного відділення і не пов'язаними з паливною системою двигуна. Кожен з них мав ємність на 90 л палива. Запасу палива у внутрішніх баках вистачало на 330 км ходу по шосе.

### Трансмісія
Самохідно-артилерійська установка СУ-152 оснащувалася механічною трансмісією, до складу якої входили:
- Багатодисковий головний фрикціон сухого тертя «сталі по феродо»;
- Чотириступінчаста коробка передач з демультиплікатором (8 передач вперед і 2 назад);
- Два багатодискових бортових фрикціони з тертям «сталь по сталі» і плаваючими стрічковими накладками з феродо;
- Два бортових планетарних редуктори.

Всі приводи керування трансмісією — механічні, механік-водій керував поворотом і гальмуванням САУ двома важелями під обидві руки по обидва боки свого робочого місця.

### Ходова частина
Ходова частина СУ-152 була ідентична базовому танку КВ-1с. Підвіска машини — індивідуальна торсіонна для кожного з 6 суцільнолитих двосхилих опорних котків малого діаметра (600 мм) по кожному борту. Навпроти кожного опорного котка до бронекорпусу приварювалися обмежувачі ходу балансирів підвіски. Тягові колеса зі знімними зубчастими вінцями цівкового зачеплення розташовувалися позаду, а лінивці з гвинтовим механізмом натягу гусениці — спереду. Верхня гілка гусениці підтримувалася трьома малими суцільнолитими підтримуючими котками по кожному борту. Кожна гусениця складалася з 86—90 одногребневих траків шириною 608 мм.

### Протипожежне обладнання
Самохідно-артилерійська установка оснащувалася стандартним для радянської бронетехніки тетрахлорним переносним вогнегасником. Гасіння пожежі в машині потрібно було виконувати в протигазах — при попаданні тетрахлориду вуглецю на гарячі поверхні відбувалася хімічна реакція часткового заміщення хлору атмосферним киснем з утворенням фосгену — сильнодіючої отруйної речовини задушливої дії.

### Засоби спостереження і приціли
СУ-152 мала досить велику кількість засобів спостереження за полем бою. На даху бойового відділення встановлювалися три призмових оглядових прилади із захисними броньовими кришками, ще два таких прилади ставилася на лівому круглому люку і верхній стулці прямокутного двостулкового люка. Робоче місце командира машини оснащувалося перископом ПТК-4. Механік-водій у бою вів спостереження через оглядовий прилад із триплексом, який захищався броньовою заслінкою. Цей оглядовий прилад встановлювався в броньованому люку-пробці на лобовій бронеплиті зліва від гармати. У спокійній обстановці цей люк-пробка міг бути висунутий вперед, забезпечуючи механіку-водію більш зручний безпосередній огляд з його робочого місця.
Для ведення вогню СУ-152 оснащувалася двома гарматними прицілами — телескопічним СТ-10 для стрільби прямою наводкою і панорамою Герца для стрільби з закритих позицій. Телескопічний приціл СТ-10 був градуйований на прицільну стрільбу на відстані до 900 м. Однак дальність пострілу гаубиці-гармати МЛ-20С становила до 13 км, і для стрільби на відстань понад 900 м (як прямою наводкою, так і з закритих позицій) навідникові доводилося використовувати другий, панорамний приціл. Для забезпечення огляду через верхній лівий круглий люк у даху рубки панорамний приціл комплектувався спеціальним подовжувачем. Для забезпечення можливості вогню в темний час доби шкали прицілів мали прилади підсвічування.

### Електрообладнання
Електропроводка в самохідки СУ-152 була однопровідною, другим проводом служив бронекорпус машини. Виняток становило коло аварійного освітлення, яке була двопровідне. Джерелами електроенергії (робоча напруга 24 В) були генератор ГТ-4563А з реле-регулятором РРА-24 потужністю 1 кВт і чотири послідовно з'єднані акумуляторні батареї марки 6-СТЕ-128 або 6-СТЕ-144 загальною ємністю 256 або 288 А·год відповідно. Споживачі електроенергії включали в себе:
- Зовнішнє та внутрішнє освітлення машини, прилади підсвічування прицілів і шкал вимірювальних приладів;
- Зовнішній звуковий сигнал;
- Контрольно-вимірювальні прилади (амперметр і вольтметр);
- Засоби зв'язку — радіостанція та танковий переговорний пристрій;
- Електрика моторної групи — стартер СТ-700, пускове реле РС-371 або РС-400 і т. д.[5]

### Засоби зв'язку
Засоби зв'язку включали в себе радіостанцію 9Р (або 10Р, 10РК-26) та переговорний пристрій ТПУ-4-Біс на 4 абонента.
Радіостанції типів 9Р, 10Р або 10РК представляли собою комплект із передавача, приймача і умформерів (одноякорних мотор-генераторів) для їх живлення, що приєднуються до бортової електромережі напругою 24 В.
Радіостанція 9Р була симплексною ламповою короткохвильовою радіостанцією вихідною потужністю 20 Вт, що працює на передачу в діапазоні частот від 4 до 5,625 МГц (відповідно довжини хвиль від 53,3 до 75 м), а на прийом — від 3,75 до 6 МГц (довжини хвиль від 50 до 80 м). Різний діапазон передавача і приймача пояснювався тією обставиною, що для двостороннього зв'язку «САУ — САУ» призначався діапазон 4—5,625 МГц, а розширений діапазон приймача використовувався для однобічного зв'язку «штаб — САУ». На стоянці дальність зв'язку в телефонному режимі (голосовий, амплітудна модуляція несучої) при відсутності перешкод досягала 15—25 км, в русі вона незначно зменшувалася. Телеграфний режим передачі інформації у радіостанції 9Р відсутній.
10Р являла собою симплексну лампову короткохвильову радіостанцію, яка працює в діапазоні частот від 3,75 до 6 МГц. На стоянці дальність зв'язку в телефонному режимі була аналогічна радіостанції 9Р, але на відміну від неї велику дальність зв'язку можна було отримати в телеграфному режимі, коли інформація передавалася телеграфним ключем азбукою Морзе чи іншою дискретною системою кодування. Стабілізація частоти здійснювалася знімним кварцовим резонатором, плавне підстроювання частоти відсутнє. 10Р дозволяла вести зв'язок на двох фіксованих частотах, для їх зміни використовувався інший кварцовий резонатор з 15 пар в комплекті радіостанції.
Радіостанція 10РК була технологічним поліпшенням попередньої моделі 10Р, вона стала простіше і дешевше у виробництві. У цієї моделі з'явилася можливість плавного вибору робочої частоти, число кварцових резонаторів було зменшено до 16. Характеристики по дальності зв'язку значних змін не зазнали.
Танковий переговорний пристрій ТПУ-4-Біс дозволяв вести переговори між членами екіпажу танку навіть в сильно "зашумленной" обстановці і підключати шоломофонну гарнітуру (головні телефони і ларингофони) до радіостанції для зовнішнього зв'язку.

## Модифікації
Самохідно-артилерійська установка СУ-152 випускалася в єдиній модифікації, хоча під час серійного виробництва в її конструкцію вносилися дрібні зміни, спрямовані на поліпшення технології її виготовлення. Саме в цьому плані серійні машини відрізнялися від прототипу «Об'єкт 236», в ході споруди якого довелося вдаватися до підганяльних робіт «за місцем» для установки низки важливих елементів конструкції, наприклад, ствольної групи гаубиці-гармати. Також на підставі фотографії Й. В. Сталіна в Кремлі на САУ із зовнішнім виглядом СУ-152 і зафіксованого супроводжуючими особами його розмови з механіком-водієм цієї машини можна припустити наявність перехідного варіанту від СУ-152 до майбутньої ІСУ-152, коли у корпус першої встановлювався ряд вузлів і агрегатів нової самохідки. Інших дослідних і серійних машин на базі СУ-152, за винятком згаданих вище «Об'єкту 236» і показаного Й. В. Сталіну перехідного варіанту, не існувало. Також іноді в популярній радянській літературі 1980-х років під індексом СУ-152 мається на увазі розроблена десятиліттям раніше і абсолютно не пов'язана по конструкції з однойменною машиною періоду Німецько-радянської війни самохідна гаубиця 2С3 «Акація». СУ-152 мали в залежності від виробничої партії деякі відмінності в конструкції, але це не було офіційною модифікацією (новий індекс не присвоювався), проте:
1. Верхня частина рухомої броні гармати могла бути 3 варіантів: без додаткової броні, з додатковою 30 мм пластиною, має 2 вирізи в нижній частині, під гармату і приціл, з 60 мм бронеплити звареної з двох 30 мм з вирізами, розташованими симетрично у верхній частині.
2. На правій стороні рухомої броні гармати приварюють додатковий поручень.
3. Наявність / відсутність скоб на 3 та 5 куточку кріплення надгусеничних полиць.
4. Розташування вентиляторів на даху рубки БВ. Перші серійні зразки були з одним або без вентиляторів, після огляду Сталіним перших серійних зразків було поліпшено систему вентиляції.

## Відмінності між ІСУ-152 і СУ-152

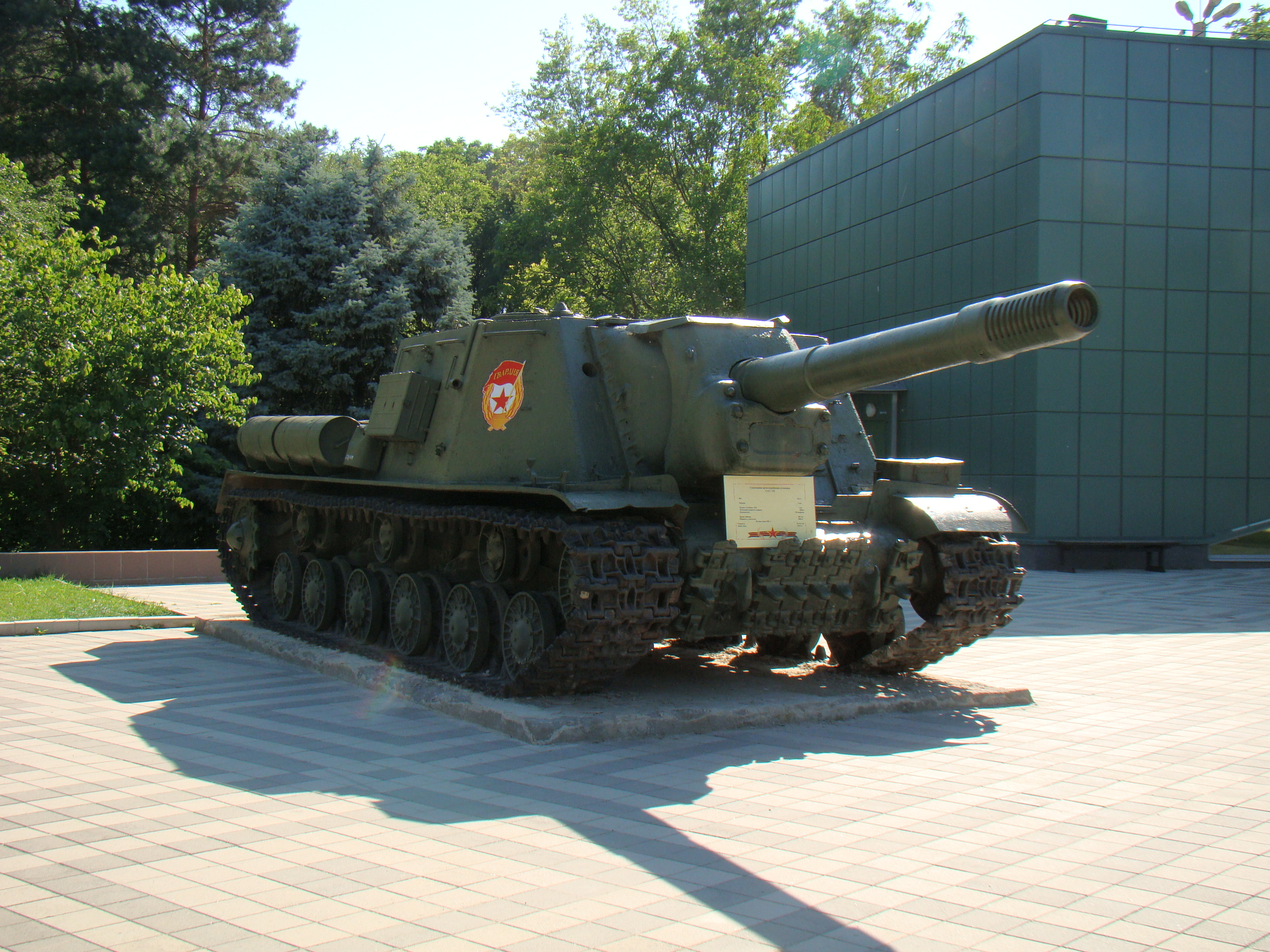
ІСУ-152, позначена як «САУ-152 на базі КВ», Краснодар

СУ-152 часто плутають з ІСУ-152. Машини чітко розрізняються за наступними характерними ознаками:
1. Ходова частина. У СУ-152 — від КВ-1с котки (восьмипроменеві, серійні), зірочки з плоскою кришкою, передні лінивці більшого розміру. ІСУ-152 — від ІС-2, менші котки без яскраво виражених променів, лінивець з меншими вирізами, зірочки з овальними ковпаками.
2. Рубка. У СУ-152 рубка з плоскими люками на зразок КВ. Зенітного кулемета немає, кріплення теж. 5 перископів на рубці. 4 поручня по бортах рубки, ззаду — один праворуч від люка.
3. Форма рубки. У СУ-152 більш низька по силуету рубка корпусу. Вертикальний стик бічних бронелистів знаходиться практично посередині борту рубки, тоді як у ІСУ-152 цей стик зміщений вперед.
4. Крила. У СУ-152 по типу КВ, з трикутними косинками посилення 2 і 3 куточок мають трикутні отвори, паливні баки кріпляться до країв полиць.[10]
5. ВЛД. У СУ-152 має пластину посилення, наварених на стику ВЛД і НЛД. Серпоподібна пластина під маскою гармати для захисту стику маски і корпусу з отвором для скидання води.
6. МТВ. У СУ-152 аналогічне КВ-1с. З 2 решітками з вигнутою захистом жалюзі, 2 люками круглої форми ззаду, 4 поручнями для десанту по всій довжині. Патрубки розташовані під бронековпакам на середині стику 2 плит МТВ. Люк доступу до двигуна більшого розміру з круглою виштамповкою і механізмом стопора (V — подібна конструкція).
7. НКД. У СУ-152 має С-подібну заокруглену форму, на стику ВКД і НКД — грати вентиляції двигуна з відбійником газів з 4 кронштейнами по всій довжині.
8. У СУ-152 гусениці від КВ-1с.[11] У СУ-152 болотоочисники за типом КВ, а не ІС.
9. СУ-152 ніколи не модернізували після війни. Відповідно, ніяких крил і ЗІП по типу ІС-2М бути не може.

## Організаційно-штатна структура
Оскільки з серійних самохідно-артилерійських установок першого покоління СУ-152 надійшла у війська пізніше інших, то формування оснащених ними частин почалося вже після передачі самохідної артилерії командувачу бронетанковими і механізованими частинами РСЧА навесні 1943 року. Однак за аналогією з організаційно-штатною структурою раніше сформованих частин, озброєних СУ-76 та СУ-122, оснащені СУ-152 частини самохідної артилерії також вирішили формувати у вигляді важких самохідно-артилерійських полків (ВСАП). Ця полкова структура була запозичена з артилерії і була зручною в тактичному та організаційному плані. Перший її варіант для ВСАП під № 08/218 при 12 СУ −152 і 361 чоловік в полку все ще зберігав деякі особливості організаційно-штатної структури, характерні для «чистих» артилеристів:
- Командир САП:
  - Батареї:
    - 1-ша батарея (2 СУ-152);
    - 2-га батарея (2 СУ-152);
    - 3-тя батарея (2 СУ-152);
    - 4-та батарея (2 СУ-152);
    - 5-та батарея (2 СУ-152);
    - 6-та батарея (2 СУ-152);

  - Штаб полку:
    - Взвод управління;

  - Служби тилу:
    - Полковий медпункт;
    - Господарське відділення;
    - Артилерійська ремонтна майстерня;
    - Взводи:
      - Парковий взвод;
      - Взвод боєпостачання.[2]

З точки зору ієрархії підпорядкування важкі самохідно-артилерійські полки повинні були належати резерву Верховного Головнокомандування (РВГК) і використовуватися для якісного посилення на напрямках головного удару танкових і стрілецьких частин і з'єднань РСЧА. При цьому вони повинні були діяти переважно в ролі артилерії посилення, завдаючи удари з закритих вогневих позицій, і лише в разі необхідності переходити в бойові порядки військ для руйнування фортифікаційних споруд супротивника, відбиття його танкових контратак та протидії його резервам що підходять.
За результатами аналізу перших місяців бойового застосування СУ-152 організаційно-штатна структура ВСАП була переглянута у бік уніфікації з штатами полків, озброєних СУ-76 і СУ-85, які були більш характерні для танкових військ. У новому штаті № 010/482 для ВСАП при тій же чисельності САУ кількість особового складу полку було скорочено до 234 осіб, а в взвод управління вводився «командирський» танк КВ-1с. Також ревізії зазнав поділ лінійних САУ по батареях і організація служб тилу полку:
- Командир САП:
  - Батареї:
    - 1-ша батарея (3 СУ-152);
    - 2-га батарея (3 СУ-152);
    - 3-тя батарея (3 СУ-152);
    - 4-та батарея (3 СУ-152);

  - Штаб полку:
    - Взвод управління (1 КВ-1с);

  - Служби тилу:
    - Полковий медпункт;
    - Господарське відділення;
    - Взводи:
      - Ремонтний взвод;
      - Транспортний взвод;
      - Взвод боєпостачання.[2]

Однак і цей варіант не був остаточним. У зв'язку з запуском у серію нової САУ ІСУ-152 під них був розроблений штат № 010/461, в чому уніфікований зі штатом окремого гвардійського важкого танкового полку (ОГвВТП), всього 21 машина в обох випадках. Цей варіант організаційно-штатної структури був визнаний оптимальним і проіснував аж до кінця війни:
- Командир САП:
  - Батареї:
    - 1-ша батарея (5 СУ-152/ІСУ-152);
    - 2-я батарея (5 СУ-152/ІСУ-152);
    - 3-тя батарея (5 СУ-152/ІСУ-152);
    - 4-я батарея (5 СУ-152/ІСУ-152);

  - Рота автоматників;
  - Штаб полку:
    - Взвод управління (1 СУ-152/ІСУ-152);

  - Служби тилу:
    - Полковий медпункт;
    - Господарське відділення;
    - Взводи:
      - Ремонтний взвод;
      - Транспортний взвод;
      - Саперний взвод;
      - Взвод боєпостачання.[2]

При формуванні важким самохідно-артилерійським полкам штату № 010/461 відразу ж присвоювалося звання гвардійських, причому вони також мали статус окремих (ОВСАП). Тому починаючи з 1944 року в документах спостерігається різноманітність позначень полків — одночасно використовуються абревіатури ВСАП, ГвВСАП, ОВСАП, ОГвВСАП в різних комбінаціях малих і великих літер, а також точок при скороченнях. Навесні 1944 року ВСАП на СУ-152 були переведені на штат № 010/461, але оскільки ІСУ-152 (а з квітня 1944 року і ІСУ-122) надходили у війська поступово, то переозброєння йшло по мірі їх поставок в РККА. При цьому деякі ВСАП на СУ-152 зберігали старий штат, а інші переводилися на новий, залишаючись з колишньою матеріальною частиною. Через брак СУ-152 бували випадки, коли ВСАП комплектувалися іншими машинами, наприклад, КВ-85 і навпаки — ОГвВТП отримували СУ-152 замість втрачених в боях або вибулих на ремонт танків. Так в РККА з'явилися окремі важкі танкосамохідні полки і згодом ця практика мала місце аж до кінця війни.

## Бойове застосування

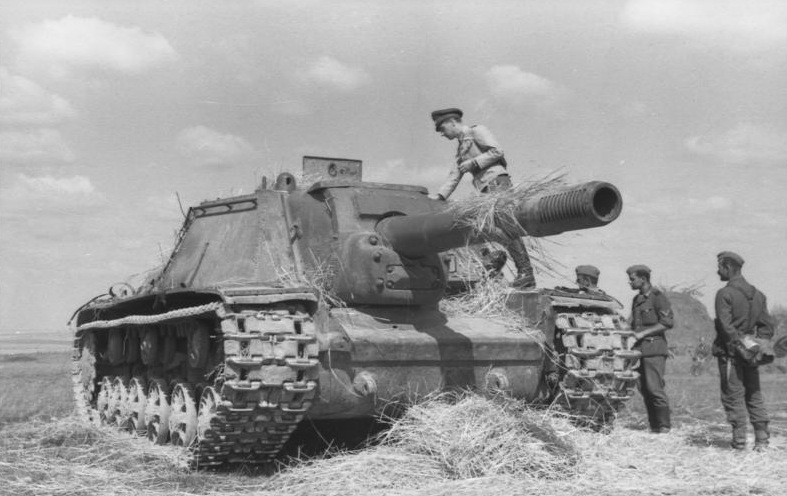
СУ-152, серпень-вересень 1943 року

Бойовим дебютом СУ-152 став бій на Курській дузі, де знаходились два ВСАП (1540 і 1541 всап) загальною чисельністю 24 машини цього типу. Через малу кількість, помітної ролі в масштабі всієї битви вони не зіграли, однак важливість їх наявності не викликає сумніву. Використовувалися вони в більшій мірі як винищувачі танків, оскільки тільки вони одні з наявних зразків радянської бронетехніки могли ефективно боротися з новими і модернізованими німецькими танками і САУ на практично з будь-якої дистанції бою. Варто зауважити, що більшість німецької бронетехніки на Курській дузі становили модернізовані PzKpfw III і PzKpfw IV (з широко відомих нових німецьких зразків «Тигрів» налічувалося близько 150 машин, включаючи командирські; «Пантер» — 200; «Фердінандів» — близько 90). Тим не менш середні німецькі танки були грізними супротивниками, оскільки доведена до 70—80 мм лобова броня на дистанції понад 300 метрів була практично непробивна для каліберних бронебійних снарядів радянських 45-мм і 76-мм танкових гармат. Більш ефективні підкаліберні були в дуже малих кількостях і на дистанціях понад 500 м вони теж були неефективними — через свою невигідну з точки зору аеродинаміки «котушкову» форму швидко втрачали швидкість. Будь-які 152-мм снаряди СУ-152 внаслідок своєї великої маси і кінетичної енергії володіли високим деструктивним потенціалом і наслідки їх прямого попадання в бронеоб'єкти були досить серйозними. Так як в 1943 році спостерігалася нестача бронебійних снарядів БР-540, в хід проти ворожої техніки йшли і морські напівбронебійні зр. 1915/28 рр., і бетонобійні, а часто і уламково-фугасні снаряди. Останні також володіли непоганою дією по бронецілях — хоча вони й не пробивали товсту броню, їх розрив ушкоджував гармату, приціли, ходову частину ворожих машин. Причому для виведення з ладу ворожого танка або САУ достатньо було і близького потрапляння осколково-фугасного снаряда в околицю цілі. Екіпаж майора Санковского, командира однієї з батарей СУ-152, за один день вивів з ладу 10 ворожих танків і був удостоєний звання Героя Радянського Союзу (в деяких джерелах говориться, що цей успіх відносився до всієї його батареї). Число знищених та пошкоджених вогнем СУ-152 ворожих машин сильно варіює у різних авторів, наприклад, згадуються 12 «Тигрів» і 7 «Фердінандів», або 4 «Фердинанда» шістсот п'ятдесят третього важкого винищувально-протитанкового дивізіону під селищем Тепле, не рахуючи інших моделей німецької бронетехніки. Однак слід мати на увазі, що в Червоній армії «Фердинандом» дуже часто називали будь-яку німецьку САУ, а за «Тигр» приймали екрановані варіанти PzKpfw IV, що сильно змінили свій зовнішній вигляд. Проте ефективність застосування СУ-152 по ворожих бронецілях була відносно високою, і прізвисько що з'явилося ще до Курської битви самохідки «Звіробій» вкоренилося в Червоній армії, що мало важливе значення для підняття морального духу військ, які зазнали важких втрат в бою і в якійсь мірі стали жертвою «Тигро-» і «Фердінандобоязні».
Перед початком Курської битви Воронезький фронт мав у своєму складі один важкий самохідний артилерійський полк з СУ-152, 1529 ВСАП. Даний полк входив до складу 7-ї гвардійської армії під командуванням генерал-лейтенанта М. С. Шумилова. У тактичному відношенні полк був підпорядкований 201-й окремій танковій бригаді, укомплектованої англійськими танками «Валентайн» і «Матильда». СУ-152 полку активно використовувалися в боях з німецькими військами, які входять до групи «Кемпф». Головним чином, самохідки використовувалися для стрільби з закритих вогневих позицій, але були й випадки ведення вогню по танках супротивника прямою наводкою. Характерний приклад бойової роботи полку наведено в оперативному зведенні полку за 8 липня 1943:

…Протягом доби полк вів вогонь: 8.07.1943 р. о 16.00 по батареї штурмових гармат на південній околиці СТЗ «Поляна». Підбито і спалено 7 самохідних гармат і розбито 2 дзоти, витрата 12 ОФ гранат. О 17.00 по танках противника (до 10 шт.), що вийшов на грейдерних дорогах 2 км на південний захід від СТЗ «Заробітчанські Дачі». Прямою наводкою СУ-152 3-ї батареї 2 танки були запалені і 2 підбиті, один з них Т-6. Витрата 15 ОФ гранат. О 18.00 третю батарею відвідав командувач 7-й гв. А. генерал-лейтенант Шумілов і виніс подяку розрахункам за відмінну стрільбу по танках. О 19.00 була обстріляна колона автомашин і возів з піхотою на дорозі південніше СТЗ «Поляна», розбито 2 автомашини, 6 возів з піхотою. До роти піхоти розсіяно і частково знищено. Витрата 6 ОФ гранат. 
Пізніше полк був виведений з підпорядкування 201 отб і перепідпорядкований 5 гвардійській танковій армії. Планувалося його участь у відомому контрударі під Прохорівкою, однак на вихідні позиції полк прибув лише до вечора 12 липня і без снарядів, у зв'язку з чим участі в боях цього дня не брав.
Під час наступальної фази Курської битви СУ-152 також добре проявили себе як мобільна важка артилерія посилення танкових і стрілецьких частин РККА. Часто вони билися в перших лініях наступаючих сил, але є й свідчення про те, що їх нерідко використовували як спочатку планувалося — як засіб вогневої підтримки в другій лінії, тому й виживаність екіпажів була вищою. Географія використання СУ-152 у другій половині 1943 та першій половині 1944 років була дуже широкою — від Ленінграда до Криму, наприклад, 9 травня 1944 року в звільнений Севастополь увійшла єдина уціліла СУ-152 (разом з КВ-85) 1452-го ВСАП. Але порівняно невелике число випущених машин разом з бойовими та небойовими втратами призвели до того, що з другого півріччя 1944 року їх залишилося вже небагато, в ВСАП (що стали гвардійськими ОВСАП) вони були замінені при їх реорганізації на ІСУ-152 та ІСУ-122, ті що залишилися самохідки воювали в складі різних частин і з'єднань, включаючи формування Війська Польського в СРСР.
Влітку 1943 року вермахту вдалося захопити як мінімум одну СУ-152 і детально дослідити машину. Фотографії трофейної самохідки з коротким описом були опубліковані в ілюстрованому журналі «Die Wehrmacht», вона ж удостоїлася згадки в ілюстрованому гумористичному керівництві з бойового застосування «Пантери» «Pantherfibel», виданому в 1944 році з санкції Гейнца Гудеріана.
Уцілілі СУ-152 знаходилися і на озброєнні Радянської армії в повоєнний час як мінімум до 1958 року.

## Міфи про СУ-152
Поширеним міфом про історію створення СУ-152 є твердження про те, що СУ-152 створювалася у відповідь на появу у ворога нового важкого танка «Тигр». Хоча хороші протитанкові здатності 152-мм важкої САУ завдяки високій дуловій швидкості і великій масі снарядів для МЛ-20 були відзначені радянськими військовими ще на етапі ескізних розробок в першій половині 1942 року, головним призначенням такого роду машини була артилерійська підтримка танкових і механізованих частин Червоної армії. Перший важкий танк PzKpfw VI Ausf. H «Тигр» був захоплений під Ленінградом в січні 1943 року і випробуваний обстрілом ще пізніше, тому він не міг надати ніякого впливу на розробку СУ-152. Цікавий також той факт, що на спільній нараді, присвяченій формуванню у супротивника танків «Тигр», ні СУ-152, ні буксирувана гаубиця-гармата МЛ-20 не розглядалися як можливі засоби вирішення проблеми, швидше навпаки — висловлювалися ідеї з озброєння САУ КВ-14 122-мм гарматою А-19 і збільшення випуску буксируємих 122-мм гармат за рахунок деякого зниження обсягу випуску МЛ-20. Однак ще до появи «Тигрів» на полі бою в значних кількостях (тобто битви на Курській дузі) з метою підвищення бойового духу військ СУ-152 була широко задіяна в листівках, фільмах і показових розстрілах трофейної техніки. Причому особовий склад РККА в своїй масі до бою ні тих, ні інших машин не бачив (та й під час Курського бою було задіяно всього близько півтори сотні «Тигрів» і 24 СУ-152, що на тлі тисяч інших броньованих машин вермахту і РККА становило невелику частку). Ці пропагандистські заходи і лягли в основу повір'я.

## На озброєнні
- СРСР.
- Польща — незначна кількість уцілілих машин, можливо вже в повоєнний час — як мінімум дві з трьох відомих нині існуючих СУ-152 знаходяться в селі Джон Любусского воєводства Польщі. На 16 липня 1945 року у військах була лише одна СУ-152, до 1949 року в наявності вже не значиться.[19]

## Оцінка проекту
Див. також розділ Оцінка проекту в статті про САУ ІСУ-152
Серед серійних радянських самохідно-артилерійських установок першого покоління СУ-152 займає відособлене місце — як найбільш вдала багатоцільова машина, придатна до виконання всіх поставлених перед нею завдань. Інші САУ — СУ-76, СУ-122 та СУ-85 — тільки частково виправдали покладені на них сподівання. Сильно скрутним виявилося застосовувати СУ-122 проти танків внаслідок низької "настильности" вогню її гармати; потужність вогню СУ-76 і СУ-85 по неброньованих цілям була в ряді випадків недостатньою, крім того, СУ-76 перших модифікацій були оснащені невдалою силовою установкою, що змусило кардинально переробити її згодом. Завдяки поєднанню рухливості і великій вогневій потужності, СУ-152 застосовувалися і в ролі штурмової гармати, і в ролі винищувача танків, і як самохідні гаубиці. Однак низька скорострільність гармати внаслідок великої маси снарядів суттєво знижувала якості машини як винищувача танків, а невеликий кут піднесення разом із закритим бойовим відділенням не сприяли використанню СУ-152 для стрільби з закритих позицій. До цих недоліків, які були обумовлені озброєнням і компонуванням машини, СУ-152 мала ще ряд своїх власних — відсутність примусової вентиляції бойового відділення (особливо проявляється при заглушеному двигуні, були навіть випадки вчадіння екіпажів при стрільбі і оборонного кулемета, недостатнє для 1943 року лобове бронювання, тісне бойове відділення. Практично всі власні недоліки СУ-152 вдалося якщо не усунути, то як мінімум згладити в конструкції її наступниці ІСУ-152 при збереженні основного озброєння і компонувальної схеми машини, які були визнані адекватними умовами не тільки Другої світової війни, але і післявоєнного часу.
Серед зарубіжних машин СУ-152 не мала прямих і близьких за часом створення аналогів в своїй категорії по масі. Озброєні довгоствольними гарматами калібру 150—155 мм німецька САУ Hummel («Гуммель») і американська Gun Motor Carriage M12 були легкоброньовані самохідні гаубиці з напіввідкритою або відкритою установкою основного озброєння на базі середніх танків. Озброєна 88-мм гарматами StuK 43 німецькі САУ на базі важких танків «Фердинанд» і «Ягдпантери» були спеціалізованими винищувачами танків (перший мав також одним із своїх офіційних позначень «штурмова гармата» і більш ніж в півтора рази перевищував СУ-152 за масою). Бронепробивність їх гармат і лобовий бронезахист істотно перевершували ці параметри у СУ-152. Самим же близьким аналогом радянської САУ був так званий «штурмовий танк» Sturmpanzer IV «Brummbär» («Бруммбер»), побудований на базі середнього танка PzKpfw IV і озброєний короткоствольною 150-мм гаубиці StuH 43, модифікацією відомого піхотної гармати sIG 33. При незначно меншій масі уламково-фугасної гранати Brummbär відрізнявся набагато більш потужним лобовим бронюванням (до 100 мм з деяким нахилом) і також був дуже ефективний проти укріплень і неброньованих цілей. Як і СУ-152, німецька САУ могла використовуватися для стрільби з закритих позицій, причому внаслідок великого кута піднесення гармати була можливою навісна стрільба, але через низьку початкову швидкість снаряду Brummbär програвав СУ-152 в максимальній дальності свого вогню. Також з успіхом Brummbär міг застосовуватися і проти танків, оскільки крім і без того руйнівної 150-мм уламково-фугасної гранати в його боєкомплект входив ще й кумулятивний снаряд, здатен пробити 170—200 мм броні. Однак перевагою СУ-152 у стрільбі по бронецілям перед німецькою САУ була висока початкова швидкість її снарядів — тобто велика настильность траєкторії і дальність прямого пострілу, менші труднощі в прицілюванні по рухомій мішені.
| Технічні дані                  | СУ-152                      | Sturmpanzer IV               |
| ------------------------------ | --------------------------- | ---------------------------- |
| Держава                        | СРСР                        | Третій Рейх                  |
| Маса, т                        | 45,5                        | 28,2                         |
| Довжина, м                     | 9,0                         | 5,9                          |
| Ширина, м                      | 3,3                         | 2,9 (без екранів)            |
| Висота, м                      | 2,5                         | 2,5                          |
| Екіпаж, чол.                   | 5                           | 5                            |
| Роки випуску                   | 1943                        | 1943—1945                    |
| Основне озброєння              | 152,4 мм, L29               | 150 мм, L12                  |
| Кулеметне озброєння            | нема                        | 2 × 7,92-mm-MG 34            |
| Боєзапас гармати, снарядів     | 20                          | 38                           |
| Боєзапас кулеметів, патронів   |                             | 600                          |
| Лобове бронювання, мм / нахил  | 60/70° (верх), 60/30° (низ) | 80/12°                       |
| Бортове бронювання, мм / нахил | 60/0° (низ)                 | 30/0°                        |
| Бронювання рубки, мм / нахил   | 75/30° (лоб), 60/25° (борт) | 100/40° (лоб), 50/15° (борт) |
| Тип двигуна                    | дизельний В-2К              | карбюраторний HL 120 TRM     |
| Потужність, к. с.              | 600                         | 300                          |
| Питома потужність, к. с./т     | 13,2                        | 10,6                         |
| Максимальна швидкість, км/год  | 43                          | 40                           |
| Запас ходу по шосе, км         | 330                         | 210                          |

Цікавим фактом оцінки САУ СУ-152 з боку супротивника були наступні присвячені їй рядки у віршованому гумористичному керівництві з бойового застосування танка «Пантера» Pantherfibel:

…

Mit dieser Sturmgeschützmodelle

Denk scharf am Siegfrieds schwachen Stelle

…

Дослівно це означає «з цією моделлю штурмової гармати подумай серйозно про слабке місце Зігфріда». Хоча наступні рядки підкреслюють необхідність відсутності страху перед СУ-152, проте така характеристика говорить сама за себе.

## Збережені екземпляри

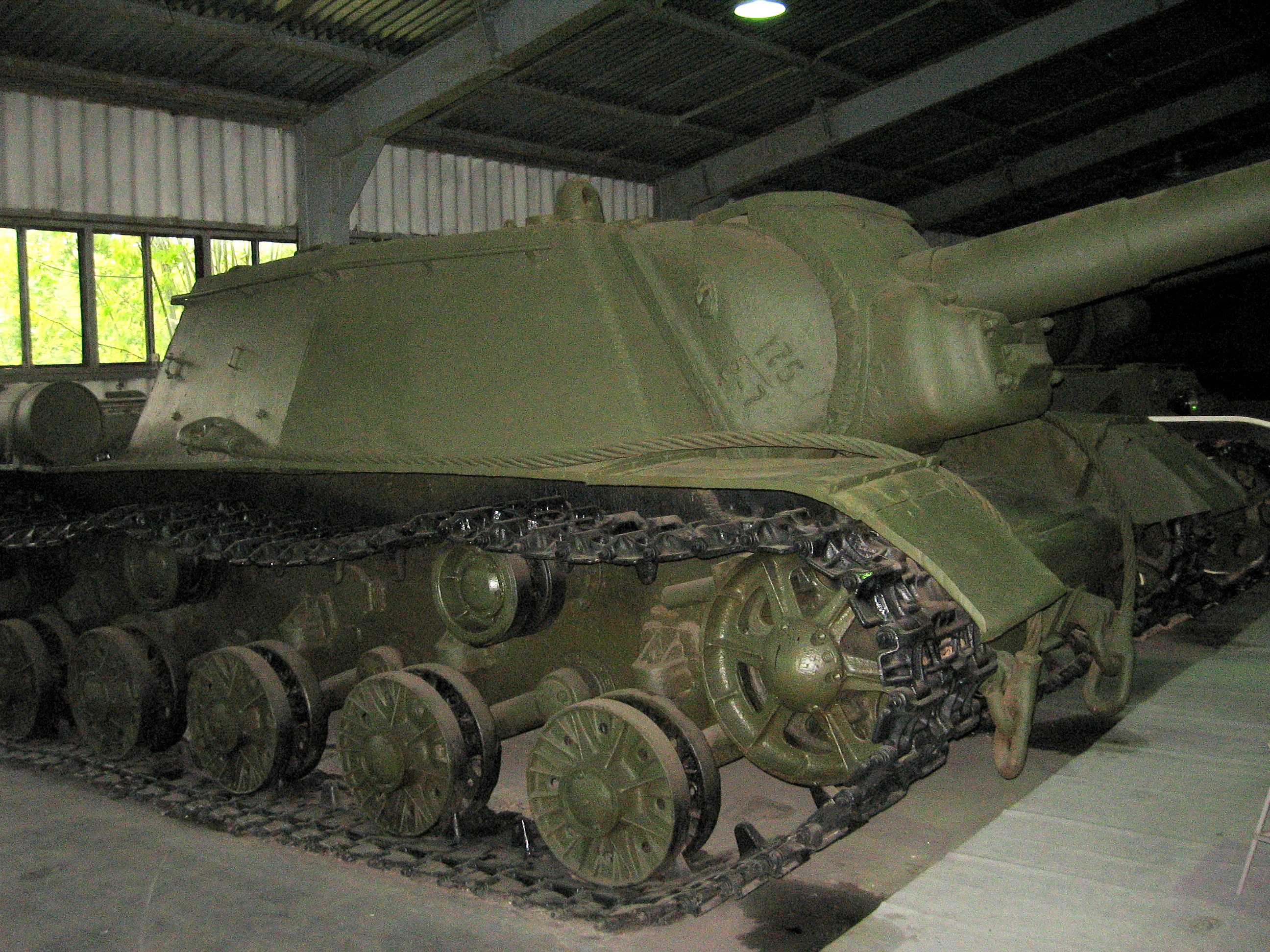
СУ-152 в бронетанковому музеї в Кубинці

Достовірно відомо про дуже невелику кількість збережених до поточного часу самохідно-артилерійських установок СУ-152.
- Одна СУ-152 знаходиться в експозиції бронетанкового музею в Кубинці в критому ангарі в хорошому стані по корпусу.
- Дві СУ-152 знаходяться в музеї військової техніки в населеному пункті Джонув в Польщі. Машини розташовані на відкритому оглядовому майданчику і позбавлені ряду деталей.
- У селі Прохоровка Бєлгородської області в музеї «Третього ратного поля Росії» представлені частини самохідної установки СУ-152[22].
- СУ-152 встановлена на постаменті серед іншої бойової техніки в Казанському Парку перемоги.
- СУ-152 встановлена на постаменті біля в/ч в Тамбові Пехотка (Тамбов).
- СУ-152 встановлена на пагорбі слави у місті Рівне, Україна.

## СУ-152 в сувенірній та ігровій індустрії
У модельній індустрії СУ-152 представлена досить слабо. Збірна модель цієї САУ в масштабі 1:35 випускається фірмою «Eastern Express», але містить низку дуже грубих помилок у своїй деталізації, критикують також збіжність і якість пластика виливки; як результат модель вимагає багато праці за своїм доведенням. На даний момент модель СУ-152 випущена китайською фірмою Bronco — модель є кращою, має повний інтер'єр і кращу копійність. Також випускається фірмою Trumpeter, проте вона має деякі неточності, в прикладі конструкції даху МТВ і опорних котків. У ряді видань модельної та військово-історичної спрямованості також публікувалися креслення для самостійної споруди моделі (наприклад, «Бронеколлекція» № 2 за 2006 рік), але і вони містять ряд невідповідностей прототипу.
У комп'ютерно-ігрової індустрії СУ-152 представлена в ряді програмних продуктів:
- В військовій грі «Panzer General III»;
- В стратегії реального часу «Бліцкриг»;
- В грі «Close Combat III: The Russian Front» і її рімейку «Close Combat: Cross of Iron»;
- В танковій MMO-грі «World of Tanks»[24];

Проте варто відзначити, що відображення тактико-технічних характеристик СУ-152 і особливостей її вживання в бою в комп'ютерних іграх часто вельми далеко від реальності.